# Stade Jesús Bermúdez
L'Estadio olímpico Jesús Bermúdez (français : Stade olympique Jesús Bermúdez) est un stade omnisports situé dans la ville d'Oruro en Bolivie. Sa capacité est de 35 000 spectateurs ce qui en fait la 2e plus grande enceinte du pays.

## Histoire
Ouvert en 1955, le stade se nomme ainsi en hommage à Jesús Bermúdez, gardien de but international bolivien ayant effectué l'ensemble de sa carrière professionnelle à l'Oruro Royal Club entre 1925 et 1931. Il est l'un des piliers de l'équipe de Bolivie à la Coupe du monde 1930.

## Compétitions sportives
L'activité principale du stade Jesús Bermúdez est le football et il sert d'enceinte aux deux clubs de la ville : le Club Deportivo San José et l'Oruro Royal. Il est également l'un des stades d'accueil de la Copa América 1997.